# Vit praktvinda
Vit praktvinda (Ipomoea lacunosa) är en ört i familjen vindeväxter från USA. Den växer på fuktiga jordar, snår, vägkanter och banvallar. Kan odlas som utplanteringsväxt i Sverige, men förväntas inte vara härdig.
Flerårig, klättrande ört med pålrot. Stjälkarna är något kantiga, sparsamt håriga. Blad äggrunda, bland med tre flikar eller tänder, hjärtlika vid basen, sparsamt håriga, ibland i rader. Blommor ensamma eller i par i bladvecken, de är vita, eller sällsynt purpur, trattlika, femflikiga, 1,5 cm i diameter. Blommar från midsommar till hösten.
Artepitetet lacunosa (lat.) betyder ungefär "med mellanrum" och syftar på bladens nerver.

## Hybrider
Arten bildar hybrider med I. cordatotriloba och dessa har fått namnet I. ×leucantha (syn.  I. lacunosa f. purpurata Fern.)

## Synonymer
- Convolvulus lacunosus (L.) Spreng.
- Ipomoea triloba f. lacunosa (L.) Nishiyama
- Quamoclita lacunosa (L.) Raf.